# Фосфат бария
Фосфат бария — бариевая соль ортофосфорной кислоты, имеющая химическую формулу Ba3(PO4)2.

## Физические свойства
Соединение представляет собой аморфный белый порошок плохо растворимый в воде (ПР=10−23), но заметно растворимый в присутствии NH4Cl, уксусной кислоте и хорошо в сильных кислотах.

### Кислые фосфаты бария
BaHPO4 — гидрофосфат бария, белое вещество малорастворимое (ПР=10−7) в воде.
Ba(H2PO4)2 — дигидрофосфат бария, растворим в воде.

## Получение
- В лаборатории фосфат бария получают осаждением из растворов солей бария фосфатом натрия:

{\displaystyle {\ce {3BaCl2 + 2Na3PO4 -> Ba3(PO4)2 v +6NaCl}}}
или действием на раствор гидроксида бария фосфата аммония:
{\displaystyle {\ce {2Ba(OH)2 + 2(NH4)3PO4 -> Ba3(PO4)2v + 6NH3 ^}}}
Аналогичным образом получают и гидрофосфат:
{\displaystyle {\ce {Ba(NO3)2 + Na2HPO4 -> BaHPO4v + 2NaNO3}}}
- В промышленности фосфат бария получают взаимодействием карбоната бария с избытком фосфорной кислоты (перевод в раствор) и дальнейшим осаждение конечного продукта гидроксидом бария:

{\displaystyle {\ce {BaCO3 + 2H3PO4 -> Ba(H2PO4)2 + CO2 ^ + H2O}}}
{\displaystyle {\ce {Ba(H2PO4)2 + 2Ba(OH)2 -> Ba3(PO4)2v + 2H2O}}}
В другом варианте гидрофосфат бария выделяют из раствора и затем прокаливают с карбонатом бария:
{\displaystyle {\ce {Ba(H2PO4)2 + 2BaCO3 -> Ba3(PO4)2 + 2CO2 ^ + 2H2O}}}

## Химические свойства
С избытком фосфорной кислоты образует растворимый в воде дигидрофосфат:
{\displaystyle {\ce {Ba3(PO4)2 + 4H3PO4 -> 3Ba(H2PO4)2}}}
Последний при сильном нагревании разлагается до метафосфата с выделением воды:
{\displaystyle {\ce {Ba(H2PO4)2-> Ba(PO3)2 + 2H2O}}}

## Применение
Фосфат бария применяется для варки специального стекла, используемого для дозиметрии излучений. Также используется для изготовления люминофоров.